# BEAST (VAMPSのアルバム)
『BEAST』（ビースト）は、日本のロックユニット、VAMPSの2作目のアルバム。2010年7月1日に配信発売。フィジカルは2010年7月28日に発売。発売元は主宰レーベル、VAMPROSE。

## 解説
前作『VAMPS』以来約1年ぶりとなるアルバム。
本作には、2010年に立て続けに発表されたシングル「DEVIL SIDE」「ANGEL TRIP」の表題曲2曲を含めた13曲が収められている。ちなみに本作発売から約3ヶ月後には、本作で初収録となった楽曲「MEMORIES」がリカットシングルとして発表されている。
なお、本作のマスタリングは、アメリカ・ニューヨークにあるスターリング・サウンド（Sterling Sound）でチーフエンジニアを務めるテッド・ジェンセンが担当している。

### 背景
初のアルバム『VAMPS』を発表した後、VAMPSはストリートグラフィックとゴシックテイストを融合した廃墟を彷彿とさせるステージセットを導入したライヴツアー「VAMPS LIVE 2009」を日本国内で開催。このライヴツアーの合間には、台湾で開催されたロックフェスティバル「2009 Summer Rock Summit」への出演、そしてアメリカの各都市をまわるライヴツアー「VAMPS LIVE 2009 U.S.A.」を開催していた。
一連の2009年のライヴ活動を終えた後、VAMPSは本作の制作に取り掛かることにする。HYDEは今回のアルバム制作について、1stアルバムを引っ提げて行ったライヴに触れたうえで「前回のツアーで、ファンといい関係性が作れたのが大きかったと思う。今年はそれを不動のものにしたかったんだよね」と語っている。また、VAMPSがライヴ活動に主眼を置いていることから、HYDE曰く「さらにみんなが暴れやすくて、もっと深みにハマれる楽曲を（アルバムに）揃えよう」と考えていたという。

### 録音作業と音楽性
『BEAST』の録音作業は、基本的にアメリカ（ニューヨーク、サンフランシスコ）で行われているが、歌録りのみが日本で実施されている。なお、アルバム制作は	上記ツアーが終わった後の2009年11月から開始されている。HYDEは今回アメリカで作品を制作することにした経緯について「二人共抜けたサウンドが好きなので、元々アメリカで録音したいと思っていたんです。今までお願いしていたエンジニアがアメリカ人だっていうのもあって、今回は彼と一緒に最初から最後までやりたいと。それで、サンフランシスコで録り始めて。ウワモノは日本で録ろうかと考えていたんですけど、結局は途中でニューヨークも追加して、歌以外は全て向こうで録りました」「ロックに目覚めた頃から聴いてきたのはヨーロッパの曲が多いけど、サウンドはリンキン・パークみたいな、アメリカの抜けのいい音が好きだったから。それに近づくためのトライをずっとやってたんだけど、日本でやれることはやり尽くしたな、と思って。だからこのアルバムは、アメリカに行ってゼロから録りたかったんだよね」と語っている。
本作では2人の中でVAMPSのイメージが確立し始めたこともあり、1stアルバムの前作と比較し、HYDEとK.A.Zの作曲面におけるそれぞれのカラーが、各楽曲により映し出されるようになっている。HYDEは今回K.A.Zが作曲した楽曲について「今回、あんまりアレンジの隙を与えられなかったですね（笑）。K.A.Zくん、楽曲をビッシリ作りこんで来たんで。メロディもしっかりしてたな。前だったらサビをガラッと変えたり、メロディもいじったり、俺が後からいろいろやったんですよ。今回はそれがほぼないですね。多少のアレンジはしたけど」「K.A.Zくんに気合いが入ってたんだと思う。迷いもなかったしね。前は俺に"どういう曲がいいのかな？"って、聞いてくるところもあったけど、今回は一切なかった」と語っている。
アルバム制作のほぼすべての工程をアメリカで実施したことにより、日本でのレコーディングとは異なる制作手法の発見があったという。K.A.Zは本作発売当時に受けたインタビューの中で、アメリカでのアルバム制作を振り返り「録る順番が違うのも大きくて。一般的にはドラム、ベース、ギターの順に録りますけど、今回はドラム、ギター、ベースの順。ギターを先に録ると音のレンジも広げられるし、その後の音作りもスムーズでしたね。これは発見でした」と述べている。また、HYDEは「ドラムの次はベースよりギターのほうが絶対いい、って言うんだよ。日本だと、ドラム、ベース、ギター、ヴォーカルの順番で音を重ねていくのが基本だけど、先にベースを録ると、ギターはコードで弾くから、当たる音を避けようとする。だから変なコードになっちゃう」「ドラムの音のデータとか、尋常じゃないくらいバッチバチ切って使っちゃう」と述懐している。なお、レコーディングには、前作から引き続きエンジニアとしてジョシュ・ウィルバーが参加している。また、本作の制作には、ライヴのサポートメンバーであるJu-kenとArimatsu、斉藤仁がそれぞれベーシスト、ドラマー、シンセサイザープログラマーとして招聘されている。この3人は前作の制作において、収録曲のいくつかのレコーディングに参加していたが、アルバム全体の制作に参加したのは今回が初となる。HYDEは今回ほぼすべての楽曲制作にツアーサポートメンバーを招いた経緯について「ちょっと試してみた」と語っている。
こうして1stアルバムを引っ提げて実施されたライヴツアーで得たものや、アメリカでの長期滞在からの影響を受け、本作が完成することとなった。HYDEは出来栄えについて「例えるなら、VAMPSという子供がいて、"今度はこんな服を着せたい"とか、"こんな人になって欲しい"というイメージが明確になった感じかな」と語っている。また、K.A.Zは「どんな会場でも盛り上がる曲達だとは思っていて。屋内でやっても、外でやっても、また違った楽しみ方が出来ると思うし、それぞれに好きなように楽しんでもらえれば嬉しいですね」と述べている。ちなみに本作は、VAMPSが主宰するインディーズレーベル、VAMPROSEから発表された最後のアルバムとなっている。なお、VAMPSは2013年2月にユニバーサルミュージック内のレーベル、Delicious Deli Recordsに移籍しており、ベストアルバム『SEX BLOOD ROCK N' ROLL』以降にリリースされたアルバムはユニバーサルミュージックのレーベルから発表されている。

### 楽曲について
本作には、アルバムレコーディングの中で制作された「DEVIL SIDE」や「ANGEL TRIP」「MEMORIES」を含む13曲が収められている。なお、HYDEは本作に収録された楽曲の歌詞について「吹っ切れて書いた」と語っている。HYDEは今回の作詞作業を振り返り「聴いてる人全員が良き理解者じゃないから。ちょっとそういう人たちに歩み寄った感じかな。（中略）今まで難解な歌詞を書いてきたりもしたから、しょうがないなと思う部分もあるんだ。でも、けっこう歩み寄ったつもりでも、なかなかわかってくれないな、と思っていて。じゃあ自分が、かなり恥ずかしいと思うくらいの歌詞を書かないと、伝わらないんだなって。だから今回はちょっと踏み込んで」と述べており、これまでのような比喩表現を多用した歌詞から、わかりやすい直接的な詞表現に変化させている。
今回のアルバムには、7曲目に収録された「REVOLUTION」や11曲目に収録された「GET UP」などのライヴでの盛り上がりを意識し制作されたロックナンバーであったり、5曲目に収録された「EUPHORIA」や8曲目に収録された「THE PAST」といったVAMPS特有のダークかつヘヴィなナンバーの他に、ハードロックを下敷きにホーンのサウンドを採り入れた「RUMBLE」や、ピアノを大々的にフィーチャーした「PIANO DUET」といった楽曲が収録されている。HYDEは本作発売当時に受けたインタビューの中で、今回収録された楽曲の方向性について「VAMPSにはもともと縛りがないから。何をやってもいい」「実際今までも（ピアノなどを使った曲は）何曲かあるし。だから、たまたまそういう曲が呼ばれただけだと思うな」と述べている。
また、本作の12曲目に収録された「SAMSARA」と最後に収録された「MY FIRST LAST」では、インドの太鼓の一種であるタブラが採り入れられており、しっとりとアルバムを締めくくるアレンジになっている。HYDEは今回の起伏あるアルバムの流れについて「VAMPSのコンサートは"踊るか聴くか"のどっちかだと思っていて。ずっと踊っていると逆に爆発出来ないから、山と谷が必要なんですよね。だからアルバムにそれくらいの谷があった方が良いなと思ってるんです」と述べている。なお、この2曲に入っているタブラの演奏はサラール・ネーダーが担当しており、「SAMSARA」には歌手・坂本美雨の歌が取り入れられている。なお、「SAMSARA」というタイトルは、かつてインドで使われていたサンスクリット語で「輪廻」を意味するワードから取られている。
また、本作の収録曲には「MY FIRST LAST」を代表に、HYDEの死生観が反映されたリリックがのせられたものが多く見受けられる。HYDEは本作発売当時に受けた音楽雑誌『音楽と人』のインタビューの中で、今回の作詞作業を振り返り「作られた、嘘くさい歌詞なんて書く意味ないじゃん。そしたら死について考えることが多かったというか、なんか昔よりも、死がリアルになってきてる。＜もし今死んだら、みんなどう思うかな？＞とか。昔からそのテーマは好きで。死ぬ時にどうなるかな？とか考えたり、歌詞にはしてきたし、今回はインドっぽい曲が呼んだ部分もあるけど、やっぱ精神世界というか、今の人生の次、を考えたものが似合うなと思って。この先死んだ後も何かあるかもしんないけど、とりあえず今死ぬ時にどういう感じだろうなっていうのをリアルに考えたら、こんな感じ」と、"死"をテーマとする歌詞を書くに至った心境について述べている。また、HYDEは同インタビューの中で「ある意味、俺の人生ってちょっと終わってると思うしね。（中略）終わってるというか…完結してるところがあるんだよね。もう数年前くらいから俺、あんまり望むものがないというか。その思いをさらに強くしたかな。だから、もし俺、明日死んだとしても、そんなに後悔ないと思う。もちろんやりたいことはいっぱいあるし、VAMPSでやりたいこともあるんだけど、ちょっとなんか…もちろんまだ手に入れたいものはあるんだけどさ…それは夢のままでもいいかな、ってところに来てるというか」と述べている。

### アルバムタイトル
アルバムタイトルは、HYDEが名付けている。HYDEは、アルバムタイトルを決めた経緯について「第一に、すげぇ良いアルバムだなと思ったんです。それで、単純にスゴイ！ということを、タイトルでバシッと表現したくて」「"最強の生命体"のようなイメージで『BEAST』に決めました」と述べている。また、HYDEは「ポンとポップなひと言が欲しい」という理由から、シンプルなワードにすることを考えていたと語っている。
なお、本作発売から約2年後の2012年8月には、本作のタイトルを冠した野外ライヴ「VAMPS LIVE 2012 BEAST ON THE BEACH」が開催されている。このライヴ以降も毎年夏に恒例企画として、"BEAST PARTY"と題した野外公演を開催している。

### リリース形態
前作から引き続き、フィジカル発売に先駆けて2010年7月1日にアルバム全収録曲の先行配信が開始されている。そして先行配信から約4週間後の同年7月28日に、初回生産限定盤（CD＋DVD）、通常盤（CD）、ライヴ会場限定盤（CD＋DVD）の3形態でフィジカルがリリースされた。初回盤には、本作に収録されたシングル表題曲2曲に、アルバムで初音源化となった「REVOLUTION」と「MY FIRST LAST」を加えた計4曲のミュージック・ビデオを収めたDVDが付属されている。また、通常盤には表紙デザインステッカーが封入されている。なお、ライヴ会場限定盤は、2010年に開催したライヴツアー「VAMPS LIVE 2010 BEAST」の会場内に設置されたmu-moブース限定で販売されており、輸血パックに封入された特別仕様となっている。
なお、フィジカル発売週にはプロモーション施策として、2010年7月30日にフリーライヴ「VAMPS FREE LIVE＠ROPPONGI HILLS ARENA」が六本木ヒルズアリーナにて開催されている。このフリーライヴの模様は、MySpace×Ustreamの他、Yahoo!ミュージックライブ、ニコニコ生放送、NEXUS、mu-moてれびで生配信されている。
また、2010年8月13日には前作と同様に、ヨーロッパにおいてアジア圏のアーティストのCD流通を行っているドイツのレコード会社、Gan-Shin Recordsから欧州盤が販売されている。さらに、2010年10月1日にはチリのレコードレーベル、Feria Musicより南米盤が販売されている。これがVAMPSとして初の南米地域でのCDリリースとなっており、チリの音楽チャートでは日本人アーティストとして初の最高位4位を記録することとなった。なお、VAMPSは2010年11月6日に本作を引っ提げ、チリ・サンティアゴにて初ライヴを開催している。

## 収録曲
| #   | タイトル           | 作詞 | 作曲  | 編曲  | 時間 |
| --- | ------------------ | ---- | ----- | ----- | ---- |
| 1.  | 「PLUG IN」        |      | HYDE  | VAMPS | 0:31 |
| 2.  | 「DEVIL SIDE」     | HYDE | HYDE  | VAMPS | 4:21 |
| 3.  | 「ANGEL TRIP」     | HYDE | K.A.Z | VAMPS | 4:22 |
| 4.  | 「MEMORIES」       | HYDE | K.A.Z | VAMPS | 4:37 |
| 5.  | 「EUPHORIA」       | HYDE | HYDE  | VAMPS | 4:30 |
| 6.  | 「VAMP ADDICTION」 | HYDE | K.A.Z | VAMPS | 3:10 |
| 7.  | 「REVOLUTION」     | HYDE | HYDE  | VAMPS | 4:41 |
| 8.  | 「THE PAST」       | HYDE | K.A.Z | VAMPS | 5:05 |
| 9.  | 「PIANO DUET」     | HYDE | K.A.Z | VAMPS | 4:34 |
| 10. | 「RUMBLE」         | HYDE | K.A.Z | VAMPS | 3:30 |
| 11. | 「GET UP」         | HYDE | HYDE  | VAMPS | 4:26 |
| 12. | 「SAMSARA」        | HYDE | K.A.Z | VAMPS | 1:54 |
| 13. | 「MY FIRST LAST」  | HYDE | HYDE  | VAMPS | 5:02 |

## 初回生産限定盤、ライヴ会場限定盤付属DVD
1. DEVIL SIDE
Director：多田卓也 (SEP.inc)
Production Producer：嶋村順二 (SEP.inc)
2. ANGEL TRIP
Director：柿本ケンサク (DECADE)
Production Produce：Teruki Murakami, Toshiya Konno, Ryosuke Sato (TOHOKUSHINSHA)
Planning：Soichi Kawakami, Hiroshi Saguchi (DENTSU INC.)
Cameraman：柿本ケンサク (DECADE), Yoshiaki Hara
Hair & Make-Up：Michou. (FEMME)
3. REVOLUTION
Director：喜田夏記
Production Produce：HIronori Terai, Takahiko Kajima (P.I.C.S.Co.,Ltd.)
Planning：Soichi Kawakami, Hiroshi Saguchi (DENTSU INC.)
4. MY FIRST LAST
Director：柿本ケンサク (DECADE)
Production Produce：Teruki Murakami, Toshiya Konno, Ryosuke Sato (TOHOKUSHINSHA)
Planning：Soichi Kawakami, Hiroshi Saguchi (DENTSU INC.)
Cameraman：柿本ケンサク (DECADE), Yoshiaki Hara
Hair & Make-Up：Michou. (FEMME)

## クレジット
| - Produced by VAMPS - All Lyrics by HYDE - Music by HYDE (Tr.1,2,5,7,11,13) - Music by K.A.Z (Tr.3,4,6,8,9,10,12) - Vocal：HYDE - Guitar & Programming：K.A.Z - Bass：Ju-ken - Drums：Arimatsu - Synthesizer Programming：斉藤仁 - Tablas：Salar Nader (Tr.12,13) - SAMSARA VOICE：坂本美雨 (Tr.12) by the courtesy of YAMAHA MUSIC COMMUNICATIONS CO.,LTD. [Recording Engineers] - All Recording & Mixing Engineer：Josh Wilbur - Vocal Recording Engineer：Takayuki Saito (Tr.3,4,5,6,7,8,9,10,11,12,13) - Assistant Engineer：Mike Sully, Justin Lieberman, Paul Suarez - Mastering Engineer：Ted Jensen (Sterling Sound) - Guitar & Bass Technicians：Kazutaka Minemori (MASTER TONE), Akira Watanabe - Recorded Studio：Sonoma Mountain Studio, Spin Recording Studio, VAMPROSE Studio - Mixed Studio：Studio Trilogy, Spin Recording Studio - U.S.A. Session Coordinate：Jun Umemoto - Pre-Production：斉藤仁 - English Adviser：J (Tr.2,3,4,6,7,10), Rain (Tr.8) - English Translation：衛藤利恵 (Tr.5,11,13, Booklet Story) | [Artwork etc] - Art Direction & Design：Motoki Ohashi (LINER Inc.) - Assistant Design：Mari Imaizumi (LINER Inc.), Kimiko Yasui (bd GD) - Photographer：Takayuki Okada - Stylist：高見佳明 - Hair & Make-Up：Hiroshi Miyagi (SQUASH) - A&R Producer：中山千恵子 (Chinet Inc.) - Executive Producers：福島清志 (VAMPROSE) - Artist Management：Atsushi Fujiwara (VAMPROSE), Yoshinobu Momiyama (VAMPROSE), J (VAMPROSE), Masakazu Enya (VAMPROSE), Tomoyuki Takeda (VAMPROSE), Hiroaki Fujimoto (VAMPROSE), Atsushi Saito (VAMPROSE), Asami Nakamura (VAMPROSE), Sachiko Toda (VAMPROSE) - Artist Promotion：Kazuhiro Mukai (MAVERICK), Ryuji Kato (MAVERICK), Yoichiro Takeshita (MAVERICK), Akihiro Morikawa (MAVERICK), Natsumi Takei (MAVERICK), Hirokazu Sato (avex marketing Inc.) - Sales Promotion：Kazuko Abe (DANGER CRUE RECORDS), Yurie Sato (DANGER CRUE RECORDS), Etsuro Honda (avex marketing Inc.), Hiroshi Imuta (avex marketing Inc.), Hirohiko Tanaka (avex marketing Inc.) - Label Supporter：Nobuyuki Nakanishi (MAVERICK DC GROUP), Yoshihiko Momose (MOVING ON), Minori Ueda (MAVERICK), Yuko Hamasaka (MAVERICK), Miki Fukushima (MAVERICK) - Supervisor：大石征裕（MAVERICK DC GROUP） - Special Thanks：Yukihiro Hayashi (Free The Tone), Takashi Shinji (ESP), Atsushi Matsuzaki (ZODIAC WORKS), Tatsuaki Totani (HARRY'S ENGINEERING), Kenji Mura (SMC ENTERTAINMENT), Kazue Yaguma, Toshiyuki Murakami, Hiroaki Cobayashi (i2f), Taeko Saito (AAM Management), Pete Benjamin (Spin Recording Studio), OKADA International Inc., Providence, SMC ENTERTAINMENT, ALANA entertainment Co.,Ltd., Sony Music Communications, MORIDAIRA MUSICAL INSTRUMENTS CO.,LTD., Ki/oon Records |

## タイアップ
| 年     | 楽曲       | タイアップ                                                         |
| ------ | ---------- | ------------------------------------------------------------------ |
| 2010年 | DEVIL SIDE | mu-mo「新・オンガク生活【mu-mo】」CMソング                         |
| 2010年 | DEVIL SIDE | テレビ朝日系番組『お願い!ランキング』2010年5月度エンディングテーマ |
| 2010年 | ANGEL TRIP | TBS系番組『王様のブランチ』2010年6・7月度エンディングテーマ        |
| 2010年 | MEMORIES   | TBS系番組『ひるおび!』2010年12月度エンディングテーマ               |

## 収録ベストアルバム
- 『SEX BLOOD ROCK N' ROLL』 (#2、#3、#4、#7、#8、#13,いずれも全英語詞・再録バージョン)